# Oyarvide (ROU 22)
El ROU 22 Oyarvide fue un buque hidrográfico de la Armada Nacional de Uruguay, cuya tarea fue ejecutar los relevamientos batimétricos oficiales del país, siendo complementado en aguas someras por la lancha hidrográfica Trieste. Para la planificación de sus campañas, a cargo del Servicio de Oceanografía, Hidrografía y Meteorología de la Armada (SOHMA), el buque recibía personal idóneo como oficiales o operadores hidrográficos, en apoyo a la tripulación fija del mismo. Su puerto base fue Montevideo.

## Antecedentes
En el transcurso de la década de los años 1990, dos hechos puntuales llevarían al Estado Uruguayo a emprender un gran proyecto que aportaría nuevos horizontes a la Armada Uruguaya. Uno de ellos fue el accidente del buque tanque “San Jorge”, acontecido el 8 de febrero de 1997, a unas 20 millas náuticas de la costa del departamento de Maldonado. Dicha embarcación encalló en una roca previamente desconocida y que por ende no se encontraba representada en la cartografía náutica disponible hasta entonces, provocando el derrame de aproximadamente 15.000 metros cúbicos de petróleo en aguas del Río de la Plata y frente oceánico, ocasionando notorios daños ambientales. Este suceso derivó en la necesidad de rever la cartografía de nuestras aguas y establecer un camino seguro para la navegación.
El segundo acontecimiento fue la entrada en vigor de la Convención de las Naciones Unidas sobre el Derecho del Mar (CONVEMAR) en 1994, la cual estableció en su Artículo N° 76 la posibilidad a países costeros de reclamar la extensión de su plataforma continental más allá de las 200 millas náuticas medidas a partir de su línea de base, hasta un máximo de 350 millas náuticas. Dentro de dicha área, cada país tiene derecho exclusivo de explotación de los recursos del lecho y subsuelo marino, que van desde las especies bentónicas hasta toda la gama de riquezas minerales existentes, incluyendo el petróleo.
Esta posibilidad, cobra verdadero impulso después del incidente del “San Jorge”, decidiéndose el Estado Uruguayo a iniciar los estudios hidrográficos necesarios para cumplir simultáneamente con estos dos objetivos: afianzar la seguridad en la navegación hacia sus principales terminales portuarias, por medio del diseño del "Corredor de Aguas Seguras", un canal de 6 millas náuticas de ancho con batimetría 100% cubierta con ecosonda multihaz, así como presentar ante la Naciones Unidas los estudios que certifiquen el derecho a reclamar la extensión de la plataforma continental.

## Incorporación y actualidad
Formalizado el denominado Proyecto de relevamiento hidrográfico de las aguas someras y plataforma continental, la Armada Uruguaya se aboca a la búsqueda de un buque adecuado para la ejecución del mismo, equipado con el instrumental necesario y de acuerdo a las normas internacionales vigentes. A tales efectos, se decide evaluar la adquisición del Buque de Salvamento A-1457 “Helgoland” de la Armada Alemana, unidad hasta entonces utilizada para el remolque de altura y con capacidad de rompehielos y combate de incendios, que desde diciembre de 1997 había sido retirada del servicio activo y puesto en conserva.
Recibió el pabellón el 21 de septiembre de 1998 en el puerto de Wilhelmshaven, arribando a Montevideo el 8 de diciembre del mismo año, al mando de su primer comandante, el Capitán de Fragata Germán Lariau.
Fue rebautizado como ROU 22 “Oyarvide” en homenaje al Teniente de Fragata de la Marina Española Andrés de Oyarvide, quien efectuara en noviembre de 1776, los primeros levantamientos hidrográficos del río de la Plata y río Uruguay.
Desde su incorporación, el trabajo del ROU “Oyarvide” permitió confeccionar cartas náuticas provistas de datos modernos y de gran precisión. La recolección de datos que formaron parte del informe presentando ante la ONU para el reclamo de la extensión de la plataforma continental uruguaya se realizaron exitosamente. El buque anteriormente también participó de un relevamiento hidrográfico en el golfo de Paria (Venezuela) en 2006 y tres campañas antárticas en 2008, 2011 y 2012, en apoyo logístico a la Base Científica Antártica Artigas en isla Rey Jorge, y simultáneamente, realizando levantamientos batimétricos en conjunto con hidrógrafos de las Armadas de Venezuela en 2008 y de Ecuador en 2012. Es digno de mencionar, que durante la realización de esta última campaña, brindó apoyo en las tareas de evacuación durante el incendio que se produjo en la Estación Antártica Comandante Ferraz (EACF), de Brasil, ubicada a unos 25 kilómetros de la Base Artigas.
El 21 de septiembre de 2022, en su puerto base de Montevideo, se llevó a cabo el arriado de su pabellón, marcando el fin de su servicio como parte de la Armada Nacional de Uruguay.

## Equipamiento hidrográfico y software asociados
- Ecosonda Monohaz para aguas poco profundas y de gran profundidad de doble frecuencia 12/200 kHz, transductores montados en el casco, modelo ELAC 4721;
- Ecosonda Multihaz de una sola frecuencia, 180 kHz, alcance de 620 metros, con transductores montados en el casco, modelo ELAC BCC Mk II;
- Software Hydrostar Online para adquisición de datos hidrográficos;
- Software HDP 4061 y CARIS Hips & Sips para procesamiento y edición de datos;
- Software Hypack para planificación de levantamiento y control de la navegación;